# Mas de Llanada
El Mas de Llanada és una masia d'Amposta inclosa a l'Inventari del Patrimoni Arquitectònic de Catalunya.

## Descripció
És un conjunt d'edificis de planta rectangular. El magatzem està fet de parets de totxo arrebossades i emblanquinades, i està cobert per teulada a doble vessant de teula àrab.
L'habitatge és de planta rectangular, de totxo arrebossat i emblanquinat. A la planta baixa hi ha una porta lateral i presenta un ràfec de teula àrab. A la façana est hi ha un porxat i al primer pis un rellotge de sol. El primer pis té dos nivells i una galeria, coberta amb un arc rebaixat amb motllura tot al voltant, a manera de finestra, i a cada banda una petita finestra. També hi ha una galeria oberta, amb un seguit d'arcs de mig punt i terrassa. A les cantonades davanteres, a l'alçada del començament de la teulada hi ha un petit ràfec de teula àrab.

## Història
A l'heretat de la Llanada, vers el 1800 estaven localitzades les Salines Reials, que sortiren a subhasta a la segona desamortització (1871). Era propietat del Marquès de Tamarit abans de l'explosió arrossera, fet que ocorre a partir de 1860, en què una sentència reial, del 10 de maig, permet el conreu de l'arròs amb una base jurídica. Aquest mas correspondria a l'època de les grans explotacions en què els propietaris es fan habitatges a les finques per poder seguir de prop el treball dels seus camps.